# Antonina Witaljewna Santalowa
Antonina Witaljewna Santalowa (russisch Антонина Витальевна Санталова; englisch Antonina Santalova; * 14. Februar 1999 in Wolgograd, geborene Antonina Witaljewna Skorobogattschenko) ist eine russische Handballspielerin.

## Karriere
Antonina Santalowa spielte anfangs in ihrer Geburtsstadt bei GK Dynamo Wolgograd, für den sie in der höchsten russischen Spielklasse sowie im EHF-Pokal auflief. Im Februar 2017 wechselte die Rückraumspielerin zum Ligakonkurrenten GK Kuban Krasnodar. Im Februar 2020 schloss sie sich PGK ZSKA Moskau an. Mit ZSKA gewann sie 2021 und 2023 die russische Meisterschaft sowie 2022 und 2023 den russischen Pokal. Im Mai 2023 legte sie aufgrund ihrer Schwangerschaft eine Pause ein. 2025 gewann sie mit ZSKA einen weiteren Meistertitel.
Antonina Santalowa gewann 2015 mit Russland die Silbermedaille bei der U-17-Europameisterschaft und wurde zusätzlich in das All-Star-Team gewählt. Ein Jahr später errang die Linkshänderin bei der U-18-Weltmeisterschaft die Goldmedaille sowie bei der U-20-Weltmeisterschaft 2016 die Silbermedaille. Zusätzlich wurde sie bei beiden Turnieren in das All-Star-Team gewählt. Santalowa gewann 2017 mit Russland die Silbermedaille bei der U-19-Europameisterschaft, die der Mannschaft jedoch später wegen eines Dopingverstoßes aberkannt wurde. Mittlerweile gehört sie dem Kader der russischen Nationalmannschaft an. Mit Russland nahm sie 2016 an der Europameisterschaft teil. Bei der Europameisterschaft 2018 errang sie die Silbermedaille. Zwei Jahre später nahm sie erneut an der Europameisterschaft teil. Skorobogattschenko erzielte im Turnierverlauf insgesamt 18 Treffer. Mit der russischen Auswahl gewann sie die Silbermedaille bei den Olympischen Spielen in Tokio. Santalowa erzielte im Turnierverlauf insgesamt acht Treffer.

## Sonstiges
Sie heiratete im April 2023 den russischen Handballspieler Dmitri Santalow.

## Doping
Santalowa wurde bei der U-19-Europameisterschaft 2017 positiv auf Meldonium getestet. Anfangs wurde sie für 20 Monate für sämtliche Wettbewerbe gesperrt, jedoch wurde das Strafmaß später auf 12 Monate reduziert.